# Léon Théry
Léon Théry, francoski dirkač, * 16. april 1879, Francija, † 8. marec 1909, Francija.
Léon Théry se je rodil 16. aprila 1879. Prve pomembnejše dirke se je udeležil v sezoni 1899, ko je na dirki Pariz-Bourdeaux odstopil. Do sezoni 1904 na dirkah ni imel velikih uspehov, saj je odstopil ali pa se ni uvrstil med prvo petnajsterico, na dirki Gordon Bennet Cup 1904 je z zmago dosegel svoj prvi večji uspeh, zmago pa je branil tudi na dirki Gordon Bennet Cup 1905, obakrat z dirkalnikom Richard-Brasier. Za tem je nastopil na dirki za Veliko nagrado Francije v sezoni 1908, nato pa je 8. marca 1909 umrl za tuberkulozo. 